# Albán (Cundinamarca)
Pour les articles homonymes, voir Albán.
Albán est une municipalité colombienne du département de Cundinamarca.

## Histoire
Le nom est un hommage au général colombien Carlos Albán (1844-1902).